# Insomnia (canción de Megadeth)
«Insomnia» es el segundo sencillo del álbum Risk, de la banda de heavy metal Megadeth, lanzado en 1999.

## Video musical
El clip fue dirigido por Len Wiseman.
En el video no aparece ningún miembro de la banda, sólo se ve a un gato (de raza esfinge) en una casa antigua y de aspecto lúgubre, quién intenta atrapar a un ratón.

## Lista de canciones
1. «Insomnia» - 3:44